# Ti presento Patrick
Ti presento Patrick (Patrick) è un film del 2018 diretto da Mandie Fletcher.

## Distribuzione
Il film è stato distribuito nelle sale cinematografiche italiane dal 4 luglio 2019.